# Коронація в Непалі

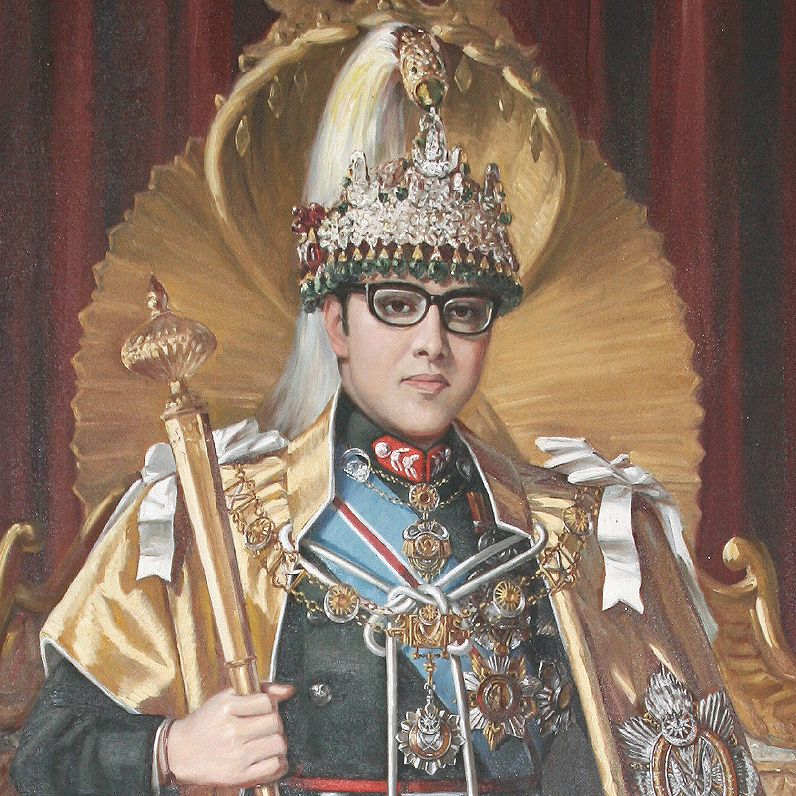
Бірендра Бір Бікрам-шах під час церемонії коронації.

Коронація в Непалі - урочиста церемонія коронації Непальського монарха, яка походить від давної ведичної релігійної церемонії Раджабхішека. 
Остання церемонія коронації в Непалі була проведена 24 лютого 1975 року для короля Бірендри. Королівство Непал було останньою індуїстською монархією у світі на момент скасування монархії у 2008 році.

## Церемонія
Традиційно коронація відбувалася у дату обрану придворними астрологами як найсприятливішу для цієї події. У вибраний день новий король був помазаний вісьмома різними видами глини, що урочисто наносились на частини його тіла. Потім він купався у святій воді, перш ніж його помазували сумішшю масла, молока, сиру та меду представниками чотирьох основних варн індуїстського суспільства: брахмани, кшатрія, вайшйя та шудра.
Лише після того, як це було зроблено, королю дозволено було коронуватися. У найсприятливіший момент, обраний астрологами, король коронувався королівським священником короною Непалу - великою інкрустованою коштовним каміннями короною.
Після цього піддані короля, родина та придворні вітали його, і відбувся святковий парад. Король, королівська родина та інші офіційні гості проїжджали урочистою процесією вулицями столиці Катманду на слонах.